# كولن جيبسون
كولن جيبسون (بالإنجليزية: Colin Gibson) (6 أبريل 1960 المملكة المتحدة - ) هو لاعب كرة قدم بريطاني.

## روابط خارجية
- كولن جيبسون على موقع الاتحاد الأوربي (الإنجليزية)
- كولن جيبسون على موقع قاعدة بيانات كرة القدم.إي يو (الإنجليزية)
- كولن جيبسون على موقع Soccerbase.com (لاعب) (الإنجليزية)